# (251) Sophia
(251) Sophia és un asteroide pertanyent al cinturó d'asteroides descobert el 4 d'octubre de 1885 per Johann Palisa des de l'observatori de Viena, Àustria.
Està nomenat així en honor de Sophie von Seeliger, de soltera Stoeltzel, esposa de l'astrònom alemany Hugo von Seeliger.